# 교황 바오로 5세
교황 바오로 5세(라틴어: Paulus PP. V, 이탈리아어: Papa Paolo V)는 제233대 교황(재위: 1605년 5월 16일 - 1621년 1월 28일)이다. 본명은 카밀로 보르게세(이탈리아어: Camillo Borghese)이다.

## 생애 초기
카밀로 보르게세는 1550년 9월 17일 시에나의 귀족 가문인 보르게세 가문의 사람이었다. 당시 그의 가문은 로마로 도망쳐 왔기 때문에 그의 명판 대부분에 ‘로마 사람’(ROMANUS)이라는 글귀가 새겨져 있다. 그는 페루자와 파도바에서 공부한 후 법률가가 되었다.

### 추기경
1596년 6월 그는 교황 클레멘스 8세에 의해 산테우세비오 성당의 사제급 추기경에 서임됨과 동시에 로마 교구 총대리에 임명됐다. 그는 니콜로 알라만니를 비서로 고용했다. 그동안 그는 산 크리소고노 성당과 산티 조반니 에 파올로 성당 등 다른 명의본당들도 사목했다.
클레멘스 8세는 1597년 그를 예시 교구장에 임명한 후 주교로 서품했다. 그의 서품식을 공동으로 주관한 이는 콘스탄티노폴리스 라틴 총대주교를 지낸 실비오 사벨리 추기경과 트레비소 교구장을 지낸 프란체스코 코르나로 추기경이었다. 보르게세 주교는 1599년까지 예시 교구장직을 지냈다.

## 재위기간

### 교황 선출
1605년 교황 레오 11세가 선종하자 보르게세 추기경은 체사레 바로니오와 로베르토 벨라르미노 등 유력한 후보자들을 제치고 교황 바오로 5세가 됐다. 당시에는 추기경들 간에 당파 투쟁이 있었던 시기였기 때문에 중립적인 성향이었던 그가 교황이 되기에 이상적이었다. 매우 엄격하고 단호한 성격이었던 그는 외교관이라기보다는 교회의 특권을 최대한 변호한 법률가였다. 교황으로서 그가 내린 첫 번째 지시는 로마에 체류하고 있는 주교들을 그들의 교구로 돌려보낸 것이었다. 일찍이 트리엔트 공의회는 모든 교구장 주교는 자신의 교구에 머물러야 한다는 결정을 내린 바 있었다. 교황이 된 지 얼마 지나지 않아 바오로 5세는 전임자와 마찬가지로 교황청으로부터 독립을 지키려고 하는 베네치아를 굴복시키기로 결심했다.

### 신학
바오로 5세는 로베르토 벨라르미노가 그의 명령에 따라 코페르니쿠스의 태양중심설을 고수하거나 변호하지 말라고 경고한 이후인 1616년에 갈릴레오 갈릴레이를 만났다. 태양중심설 자체를 아예 강단에서 가르치지 말라는 명령까지 있었는지 여부에 대해서는 논쟁의 여지가 있다. 벨라르미노가 갈릴레오에게 보낸 편지에는 단지 태양중심설을 고수하거나 변호하지 말라는 지시만이 있었다. 이 편재 내용은 벨라르미노와 만난 것에 대한 무성한 소문에 대해 갈릴레오가 스스로를 방어할 수 있도록 명시적으로 작성되었다.

### 시성과 시복
바오로 5세는 1610년 11월 1일 가롤로 보로메오를 시성했으며, 1608년 5월 29일에는 로마의 프란치스카를, 1621년 8월 9일에는 뢰번의 알베르토를 시성했다.
그리고 1609년 7월 27일에는 이냐시오 데 로욜라를 시복했고, 1615년 5월 11일에는 필립보 네리를, 1614년 4월 24일에는 아빌라의 데레사를, 1605년 10월 10일에는 알로이시오 곤자가를, 1619년 10월 25일에는 프란치스코 하비에르를 시복했다.

### 대외 관계

#### 교회의 사법권
바오로 5세는 교회의 사법권 행사를 주장했는데, 이는 교회와 여러 세속 국가들 간의 다툼으로 이어졌다. 특히 베네치아에서는 바르바로 가문의 에르몰라오 바르바로(1548-1622)가 세속 정부의 사법권으로부터 성직자들을 면책 특권을 받아야 한다고 변론했다. 베네치아 정부는 바오로 5세를 매우 불쾌하게 만든 법안 두 개를 통과시켰는데, 하나는 성직자에게 부동산을 양도하는 것을 금지하는 것이고, 다른 하나는 성당을 새로 지을 때 정부의 까다로운 심사를 거쳐야 한다는 것이었다. 사실상 이는 교회와 국가를 분리해야 한다는 베네치아의 입장을 나타낸 것이었다. 학대 및 다수 독살, 살인, 음란 등의 혐의로 베네치아 정부에게 기소당한 사제 두 명이 체포되어 재판 회부를 위해 유치장에 구금되었다. 재판에서 그들은 유죄를 선고받아 감옥에 갔다.
바오로 5세는 해당 사제들을 교회에 인도하라고 요구했다. 그는 범죄를 저지른 성직자를 교회법이 아닌 세속법에 따라 처벌하는 것은 받아들일 수 없다고 말했다. 베네치아 정부가 이를 거부하자 교황은 재산법과 성직자 구금을 이유로 1605년 크리스마스에 베네치아 의회에 성무금지령을 내리겠다고 위협했다. 베네치아의 입장은 교회법학자인 파올로 사르피 신부가 철저히 변호했다. 그는 이 사건을 세속의 영역과 교회의 영역의 분리를 정의하는 원칙으로 확대했다. 1606년 4월 교황은 베네치아 정부를 파문하고 베네치아 도시 전체에 성무금지령을 내렸다. 사르피 신부는 교황의 성무금지령을 따르기를 거부하고 베네치아 정부의 편에 서서 힘에는 힘으로 맞서야 한다고 강하게 조언했다. 기꺼이 그의 충고를 받아들인 베네치아 정부는 역사적으로 교황이 세속 문제에 간섭하는 것은 불법이었다는 사르피 신부의 주장을 바오로 5세에게 제출하면서 이러한 문제에 있어서 베네치아 공화국은 하느님 외에는 그 누구의 권한도 인정하지 않는다는 입장을 밝혔다. 예수회와 테아티노회, 카푸친회를 제외한 베네치아의 나머지 가톨릭 성직자들도 베네치아 정부를 지지했다. 베네치아 정부는 정부의 방침을 따르지 않은 가톨릭 성직자들을 모두 베네치아 영토 밖으로 추방했다. 교황의 뜻을 거스르고 베네치아에는 계속 미사가 드려졌으며, 지극히 거룩하신 그리스도의 성체 성혈 대축일에는 공공장소에서 화려하고 장엄하게 기념했다. 1년 만인 1607년 3월 프랑스와 스페인의 중재로 양측의 의견 차이가 조율되었다. 베네치아 공화국은 법률 철회를 거부하되 가톨릭 신앙은 계속 지켜나갈 것이라고 주장했다. 예수회는 베네치아에서 불온분자 내지는 교황의 첩보원으로 간주되어 계속 입국이 금지됐다. 더 이상 베네치아와 싸워봤자 이득이 없다고 판단한 바오로 5세는 자신이 내린 단죄를 철회했다.
베네치아 공화국은 공화국의 훌륭한 교회법학자인 파올로 사르피 신부에게 공로를 치하하는 차원에서 국가 공문서를 자유롭게 열람할 수 있는 국가변호사 지위를 수여했다. 이 소식은 바오로 5세를 극도로 화나게 만들었다. 1607년 9월 사르비 신부를 로마로 오도록 꼬드기는데 실패한 교황은 그에 대한 살인을 청부했다. 사르피 신부는 최소한 9월과 10월에 두 차례 암살 표적이 되었다. 단도로 15회 찔린 사르피 신부는 구사일생으로 살아남았으며, 암살범들은 교황령으로 달아나 몸을 숨겼다.

#### 잉글랜드와의 관계
외교에 있어서 바오로 5세의 강경한 자세는 잉글랜드의 온건파 가톨릭 신자들의 상황을 더욱 궁지로 몰아넣었다. 1606년 7월 9일 그는 제임스 1세가 즉위한지 3년이 지나서야 그의 등극을 축하하는 친서를 보냈다. 하지만 이는 앞으로 일어날 일의 시작에 불과했다. 그리고 작년 11월에 있었던 화약음모사건에 대해서 유감을 나타내는데, 왜냐하면 잉글랜드인들은 해당 사건을 교황의 첩보원들이 개입한 것으로 간주했기 때문이었다. 그렇지만 교황은 친서에서 제임스 1세에게 소수의 잘못으로 대다수 죄 없는 가톨릭 신자들까지 고통받지 않게 해 달라고 요청했다. 또한 바오로 5세는 잉글랜드의 모든 가톨릭 신자에게 하느님의 뜻에 반대되지 않는 범위 안에서 자신의 군주에게 복종하도록 권고하겠다는 약속을 했다. 그러나 제임스 1세가 자신의 신민들에게 요구한 충성 선서에는 17세기 당시 가톨릭 신자들이 양심상 동의할 수 없었던 내용이 담겨 있었다. 몇주 후 바오로 5세는 1606년 9월 22일과 1607년 8월 23일 두 차례에 걸쳐 제임스 1세의 충성 선서 내용을 크게 규탄했다. 하지만 교황의 규탄은 단지 잉글랜드의 가톨릭 신자들 사이에 분열을 가져왔을 뿐이었다. 잉글랜드와의 관계에 있어서 또 다른 문젯거리는 벨라르미노 추기경이 잉글랜드의 수석사제 조지 블랙웰에게 그가 교황에 대한 순명을 무시하는 태도를 보였다고 꾸짖은 서신을 보낸 것이었다. 이 서신의 내용은 제임스 1세의 신학 에세이에 언급되었을 정도로 여기저기 돌아다녔으며, 벨라르미노는 곧 잉글랜드 왕과 언쟁을 주고받았다.

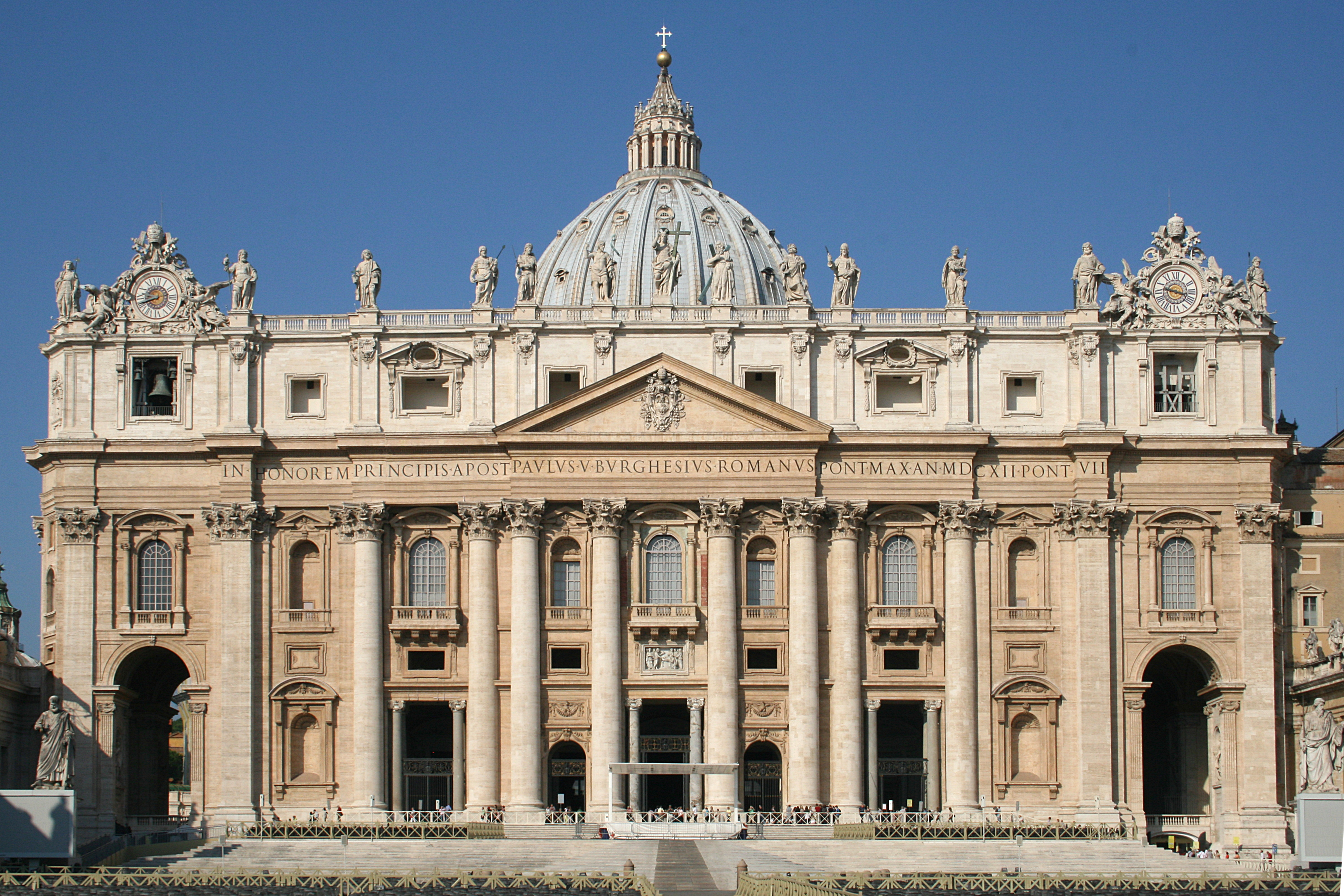
성 베드로 대성전의 외관 정면

#### 일본과의 관계

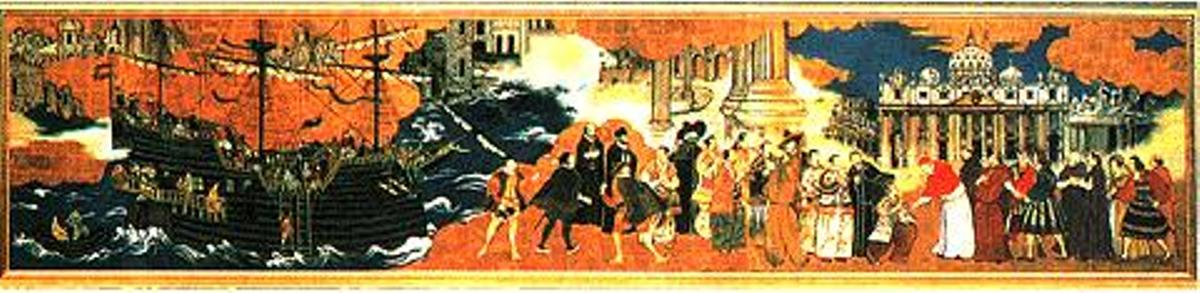
1615년 하세쿠라 쓰네나가가 이끈 일본 사절단을 맞이하는 바오로 5세.
17세기 일본 회화.

1615년 11월 바오로 5세는 로마에서 일본의 사무라이 하세쿠라 쓰네나가를 단장으로 한 사절단을 맞이했다.
하세쿠라는 자신의 주군 다테 마사무네의 친서를 교황에게 전달하고 일본과 누에바에스파냐 간의 통상 조약 체결을 요청했다. 친서에는 또한 일본에 그리스도교 선교사들을 보내줄 것을 요청하는 내용도 있었다. 교황은 선교사 파견에 대해서는 동의했으나 무역은 스페인 국왕이 결정하도록 했다.

### 건설 공사
바오로 5세는 로마에 관심이 많았다. 그리하여 로마를 여러 면에서 아름답게 장식하였다.
교황은 성 베드로 대성전의 완공을 위해 재원을 댔으며 바티칸 도서관에 많은 장서를 기증하여 질적으로 개선시켰다. 그는 고대 로마의 수도교인 트라야나 수도교를 복원하고 네르바 광장의 폐허더미에서 자재를 구해 테베레강 오른쪽 둑에 있는 거리(트라스테베레와 보르고)까지 물을 끌어올리게 했다. 그는 귀도 레니를 물심양면으로 후원해 주었다. 그 당시 많은 교황들과 마찬가지로 바오로 5세 또한 족벌주의에 빠졌다. 그의 조카 시피오네 보르게세는 교황을 뒷배경으로 하여 보르게세 가문의 위치를 더욱 높이고 막대한 권력을 휘둘렀다.
1605년 바오로 5세는 성령 은행을 설립했다.

### 죽음
바오로 5세는 1621년 1월 28일 퀴리날레 궁전에서 뇌졸중으로 쓰러져 선종했다. 교황 그레고리오 15세가 그의 뒤를 이었다.

## 같이 보기
- 백작들의 도피